# Aroeira (Charneca de Caparica)
A Aroeira é uma localidade na margem sul do rio Tejo, mais propriamente na freguesia de Charneca de Caparica, Município de Almada e Distrito de Setúbal. Nela situa-se a famosa Herdade da Aroeira e existem ainda outras inúmeras construções do tipo-vivenda, utilizadas tanto como primeira como segunda habitação. O seu crescimento ocorreu, principalmente, a partir da década de 1970.

## Envolvente
Inserida num vasto pinhal, o Pinhal da Aroeira, na envolvente desta localidade, a oeste, ficam as praias da Fonte da Telha, as praias da Costa de Caparica e a Mata Nacional dos Medos. A sul, fica a Herdade da Aroeira e o seu campo de golfe, e, a leste, as localidades de Verdizela e Belverde.

## Herdade da Aroeira
A Herdade da Aroeira localiza-se na parte sul da Aroeira, a 25km do centro de Lisboa e a apenas 600 metros da praia da Fonte da Telha, sendo que é um dos maiores complexos residenciais e de golfe do país.

## Transportes
Aroeira é unicamente servida pela Carris Metropolitana, que opera as seguintes linhas na localidade: